# Кукольный театр Китая
Театр кукол – очень древний вид театрального искусства. Он был известен многим народам мира, и в далеком прошлом выполнял важную роль в жизни архаичных обществ. Его традиционные формы уже ушли из быта большинства народов, но на Востоке, в частности в Китае, они еще существуют. Кукольный театр Китая имеет большое значение для мирового кукольного театра, так как едва ли еще в какой стране он получил столь широкое распространение.
Китайский кукольный театр мало изучен даже для настоящего времени, большинство его описаний сделаны сравнительно недавно, главным образом в XX в.  При этом, культурный пласт китайской цивилизации обширен и многолик, и невозможно переоценить его значение. Но даже для европейцев XXI в. он во многом остается загадочным.
Кукольные театры Китая изучены не в полной мере, и возможности их изучить некоторые из них досконально уже не будет, так как к сегодняшнему дню некоторые виды кукольного театра уже перестали существовать и  никаких описаний на их счет не сохранилось.

## Возникновение и развитие кукольных театров

### История возникновения
Истоком самобытной традиции китайского кукольного театра, вероятно, является древний обычай хоронить с покойником фигурки людей, призванных служить ему в загробном мире. В древнейших упоминаниях о кукольных представлениях прослеживается связь последних с погребальными обрядами: в ханьскую эпоху во время пиршеств знатные люди развлекались представлениями неких кукол. При этом исполнялась похоронная музыка. Впрочем, позднейшая традиция связывает начало кукольного театра с некой красивой куклой, которую один древнейший полководец послал в дар своему сопернику.
В источниках VI в. есть сообщение о том, что в парке императорского дворца имелся балаган с тремя сценами, располагавшимися ярусами. На нижнем ярусе находился кукольный оркестр из семи музыкантов, в среднем ярусе семеро монахов двигались по кругу, отбивая поклоны Будде, а на верхней сцене среди облаков летали буддистские божества. Все эти куклы приводились в движение водой. Тогда же в Китае появляется традиционный кукольный персонаж по прозвищу «лысый Го». Представления кукол, и в частности кукол-марионеток, приобретают огромную популярность среди верхов общества и нередко разыгрываются на похоронах знатных особ. В последующие столетия складывается традиционный кукольный театр, который получает название «малый цзацзюи».

## Архаические виды кукольных театров

### Театр плоских изображений
Эта форма народного искусства рождается на стыке изобразительного, словесного и музыкального искусства. Это придает представлениям статичных картин с театральным искусством общие черты.
Если устанавливать связи между этой формой народного театра и кукольным искусством, то её можно рассматривать как зачаточную стадию развития художественного языка театра кукол. Показ картинок, спрятанных в ящик, был распространенным уличным развлечением в Китае.
Внутри ящика картинки передвигались с помощью веревочного приспособления. Иногда картинки изготавливались самими уличными актерами, но чаще покупали дешевые напечатанные. Картины всегда были раскрашены.
Картинки группировались в соответствии с каким-либо сюжетом, часто заимствованным из китайской народной драмы, только многочасовые пьесы сокращались до нескольких минут. Совершенно ясно, что эти уличные представления не имели ничего общего с религией. Как правило, они несли чисто развлекательный и коммерческий характер.
Актер пел арии, сочинял диалоги, меняя голос в соответствии с характером персонажей, в то время как картинки менялись.
Владельца ящика с картинками сопровождали музыканты и помощник – сын или ученик. Мальчик собирал деньги с прохожих, помогал перетаскивать снаряжение.
При всей ограниченности материала о театре плоских изображений можно заключить, что главным их элементов художественного языка была музыка.  Именно она передавала эмоции, создавала основу для слов, разграничивала эпизоды и обозначала начало и конец представления. 
Представление статичных картин есть нечто вроде начальной фазы кукольного театра, в которой уже присутствуют все остальные элементы  кроме главного – движения.

### Прочие архаические формы кукольного театра
В одной из древних книг дается классификация кукольных театров. Там присутствуют пороховые куклы, плавающие куклы и «живые куклы». 
Об этих видах кукол известно очень мало.
Пороховых кукол сейчас не существует, как и не существует описания их устройства. Вероятно, они приводились в действие не живыми актерами и были механическими, а динамической силой служили взрывы пороха, что-то вроде современного двигателя внутреннего сгорания. В этом случае, этих кукол можно назвать пиротехническими.
Относительно плавающих кукол сведений несколько больше, но тоже недостаточно для того, чтобы вообразить себе само представление. Куклы эти изображали человека до пояса и были укреплены на деревянных кругах или крестовинах, позволяющих куклам держаться на воде парковых прудов.
Что касается «живых кукол», то представления характерны только для эпохи Сун. «Живые куклы» – это костюмированные дети, сидящие на плечах у взрослых и своими движениями подражающие игре кукол.

## Виды кукольных театров

### Театр теней
Считается, что теневой театр целиком заимствовал форму традиционного театра живого актера. Другие же считают теневой театр родоначальником. В любом случае взаимосвязь очевидна.
Существует мнение, что его рождение относится к эпохе Тан, то есть к седьмому-девятому векам, или же несколько позже, к периоду пяти династий, а окончательное становление – к одиннадцатому веку.
Своим происхождением театр теней, по легенде, обязан императорскому горю. В незапамятные времена, когда у императора Хань Уди умерла жена, он так опечалился, что на время оставил даже управление государством. Тогда-то, подсмотрев, как тенями играют дети на улице, его сановник изобрел театр теней. Самое первое представление изображало жену императора. Увидев как будто ожившую тень любимой жены, император был немного утешен.
К концу властвования династии Цин(1644–1911 гг.)  театр теней уже развивался по нескольким направлениям. Только в одной провинции Хэбэй имелись два главных направления. Это западная школа, которая была популярна в местности вокруг Пекина и её называли пекинским театром теней, и восточная школа, которую называют таншаньским театром теней, так как она популярна в местности Таншань (Провинция Хэбэй). Можно сказать, что таншаньский театр теней самый известный и влиятельный в стране. В этой местности, даже в таком небольшом окружностью менее 100 ли (1 ли = 0,5 км) уезде как Лэтин находились более 30 театральных трупп.
Для представления использует большой полупрозрачный белый экран и плоские цветные марионетки, управляемые на тонких палочках. Марионетки прислоняются к экрану сзади и становятся видны. Название Театр теней не совсем правильно – по ту сторону матерчатого или бумажного экрана плоские фигуры освещаются лампой, и зритель видит не тени,  цветные фигуры марионеток.
Кукла сначала вырезается из бумаги. Бумага тонкая, потому кукла получается хрупкой и ей необходимо придать прочность. Для этого из дубленой бараньей, лошадиной или ослиной кожи вырезается точно такая же фигурка, которую скрепляют с первой, бумажной. Поскольку материалом для большинства кукол служит ослиная кожа, в народе театр теней так и называют – «театр кукол из ослиной кожи». Техника вырезания фигур позаимствована из искусства народной бумажной вырезки. Фигурки получаются словно живые. Высота куклы чаще всего 30 сантиметров, но бывают и большие, 70-сантиметровые. Фигурки подвижные в сочленении плеч, локтей, запястий, бедер и колен. Управляется она тремя железными спицами. Основная спица прикреплена к шее, и получается так, что кукла как бы висит на ней. Две другие прикреплены к запястьям. Спицы вставлены в тонкие тростниковые палочки.
Основы сюжетов спектаклей театра теней берутся обычно из популярных романов, сказаний, музыкальных сказов, легенд, сказок, преданий, которые интересны и понятны простым китайским зрителям, особенно крестьянам.
В наши дни с появлением новых видов развлечений театру теней, как и многим другим видам традиционного народного искусства угрожает исчезновение. В Китае уже говорят о необходимости внести заявку на включение театра теней в Реестр объектов мирового наследия ЮНЕСКО во избежание исчезновения этого вида восточного искусства.
К счастью, пока современные кино и телевидение соперничают друг с другом за зрителя, в Китае продолжает оставаться внушительная группа китайских народных художников, которые ежегодно высаживают на сцене театра теней новые цветы творчества, чтобы развивать и сохранять для потомков это замечательное древнее китайское искусство, не перестающее быть современным и новым.

### Куклы на пальцах (перчаточные)
Подробных описаний совсем мало, практически все сделаны относительно недавно, главным образом в XX в.
Самое раннее упоминание о театре объемных кукол появляется в эпоху Тан (618-907).  В литературе эпохи Сун(960-1279) китайские исследователи обнаружили термин, толкаемый некоторыми из них как «кукла на руке», «перчаточная кукла». Но это нельзя считать бесспорным. Глубокое прошлое перчаточных кукол остается на сегодняшний день неясным. 
Также существует несколько легенд о перчаточных куклах.
Первая легенда (эп. Воюющих царств) рассказывает, что императору однажды показалось, что будто куклы подмигивают его женам и сановникам. Правитель приказал убить создателя кукол, но, раньше чем палач успел приблизиться к кукольнику, тот быстро разрезал своих актеров ножом, дабы доказать, что они сделаны из дерева и кожи. Император успокоился и разрешил мастеру продолжать свои выступления, но, чтобы в дальнейшем больше недоразумений не было, запретил женщинам смотреть представления.
Следующая легенда рассказывает о происхождении первой куклы. Легенда эта записана в Династия Танскую эпоху Дуань Ань-цзе в его книги «Записи народных песен». В этой легенде рассказывается о том, как предводитель какого-то кочующего племени хан Модо осадил город Пинчэн. Спас город один из приближенных императора. Зная о том, что жена хана очень ревнива, он приказал сделать куклу-красавицу и с помощью каких-то приспособлений заставил её танцевать на городской сцене.
Жена, увидев танцующую куклу, приняла её за живую женщину, испугалась, что, захватив город, хан сделает красавицу своей наложницей. В этом случае была бы потеряна и ханская любовь, и ханская милость. Опасность была так велика и реальна, что перепуганная ханша уговорила мужа снять осаду с города.
Естественно, что ни одна из легенд не раскрывает истоков кукольного театра Китая, но само существование этих легенд говорит о том, что уже в те времена кукольный театр был явлением бытовым, постоянным, частью общественной жизни народа, одним из элементов народных зрелищ.
Действие в этом театре происходит в яркой раме на пестром фоне. Декораций, как правило, нет, но на сцене может оказаться одно два кресла, в которых персонажи ведут диалог или произносят монолог (точнее, поют арии). В некоторых пьесах это не кресла, а ложе. 
Поскольку декорации отсутствуют, то место происходящего определяется словом. Также большую роль играют двери-портьеры, ведущие из задней части сцены вперед. Их обязательно две, в южной традиции бывает и три. Если меняется место действия, то персонаж выходит через левую, от зрителя, дверь. Если эпизод заканчивается, то он покидает сцену через правую дверь.
Перчаточные куклы отличаются малыми размерами. Некоторые куклы дополнительно механизированы: у них вращаются глаза, открываются рты. Также у них шевелятся пальцы. Их сочленения подвижны. Если рука повернута ладонью вверх, то все пальцы одинаково вытянуты, но стоит только этой руке изменить положение и повернуться ладонью вниз, как под  собственной тяжестью пальцы сгибаются. Кроме того, они способны держать предметы одной рукой. Для этого кисть куклы изготовляется в виде сжатых в кулак пальцев. Внутри проделывается отверстие, и в неё, когда надо, вставляется меч, лук, коромысло.
Следует отметить тщательность и тонкость отделки скульптурных деталей и одежды. Их головки и платье очень точно имитируют грим и костюм актеров китайской национальной драмы. Кукол делают не сами кукловоды, а профессиональные скульпторы. Можно сказать, что лицо и грим кукол создают символическую характеристику физических, моральных качеств и даже отображают биографию персонажа.
Традиционное представление перчаточных кукол длилось не более получаса, его короткие пьесы и номера занимали всего несколько минут. Оно происходило на улице, среди толпы прохожих, или во дворе частного дома, куда актера приглашали, заранее договорившись о пьесе и оплате.
В Пекине кукольники работали одни, не юге часто в паре с помощником и с группой музыкантов из четырех-пяти человек. В Китае понятия кукловода и рассказчика не разделаются. Актер и управляет куклами, и говорит за них. Кукольник всегда работает внутри ширмы, создавая иллюзию самостоятельности кукол.
Тип персонажа выражается голосом, всем внешним видом, формой головы, раскраской лица.
Но главное средство выражения – пластика. Пластика перчаточных кукол Китая очень «красноречива», как в пантомиме. У персонажей разные походки, они могу фехтовать, жонглировать, носить коромысло, танцевать, после тяжелой работы или сражения они учащенно дышат, во сне они храпят, если жарко, то вытирают пот и т. д. кукольный тигр может чесаться, ловить блоху на задней лапе. Если полководец разрабатывает план сражения, то он ходит, заложив руки за спину.
Благодаря «классичности» содержания и высокой культуре исполнения этот театр был способен обслуживать самые различные слои населения – от изысканных интеллектуальных семей до обыкновенных крестьян.

### Куклы на палке
Объемная кукла на палке получила широкое распространение в Китае. Особенно это было популярно на юге. Самая разработанная форма сложилась в провинции Гуандун. Более всего известны две традиции этого театра: северная (пекинская) и южная (кантонская).
Представления маленьких кукол сохранились в виде уличного театра одного актера. Этот театр предназначался большей частью для уличных представлений, в отличие от театра теней, который играл в частных домах по специальному приглашению.
Стилистические особенности северных уличных кукол на палке:
Маленький размер (тот же размер, что и у перчаточных кукол, головы даже меньше);
Длинная палка управления головой и корпусом (ограничивает подвижность куклы);
Условное изображение кисти руки – и рукава выступает спиралью закрученная проволока;
Значительно больше известно о южных представлениях куклы на палке, особенно о знаменитых представлениях провинции Гуандун. 
Местные кукольники относят его появление в эпохе Тан. Существует легенда о происхождении этого вида кукольного театра. В ней говорится, что при дворе императора, правившего в 712-756 гг., играли спектакли, в которых участвовали сам император и его приближенные. Один их министров государя был родом из Гуандун. Оставив службу и вернувшись к себе на родину, он решил устроить представления наподобие столичных. Однако он никого не мог привлечь для участия. И тогда он приказал сделать куклы для танцев, управляемых палками. От них пошел обычай показывать кукольные представления.
Считается, что изначально куклы на палке танцевали и показывали короткие сценки без пения. Копировать репертуар музыкальных драм стали позднее.
Со временем в южнокитайскую традицию исполнения стала проникать пекинская драма. В современных кукольных театрах заимствования из пекинской и кантонской оперы тесно переплетаются, в разных труппах лишь преобладает то или иное влияние. Репертуар гуандунских кукольников мало отличается от репертуара традиционной музыкальной драмы. Каждая кукла состоит из нескольких деталей, которые собираются перед представлением и разбираются после.
Главный элемент куклы – голова. Вырезается она из дерева вместе с палкой-рукояткой. Головы крупные, бывают до 20 см в высоту. Сверху выдалбливается сердцевина, потом она закрывается волосами. Части лица могут быть подвижными: куклы могут вращать глазами, закрывать веки, открывать рты, шевелить носом.
В комплекте труппы бывает от 35 до 60 голов. Они различаются формой и раскраской. Существует восемь типов голов:
- тип молодой героини;
- тип молодого ученого;
- тип мужчины зрелого возраста с более резкими чертами лица;
- тип молодого воина с почти квадратным лицом;
- тип клоуна – большой нос, который может шевелиться, смеющийся рот, глаза подвижны, язык высовывается;
- тип сводницы (комический женский персонаж) – шаржированные черты лица;
- тип зрелого мужчины с еще более резкими чертами лица;
- тип мятежных и варварских царей – похож на предыдущих, но с предельно резкими чертами лица;

Помимо этих голов вырезаются головы лошади, тигра.
Профессия кукольника была в основном потомственной. Но случалось, что бедные семьи продавали мальчиков хозяину труппы. Мальчик становился учеником. с учениками обращались сурово: заставляли делать всю черную работу, за малейшую повинность наказывали плетьми, отставляли без еды.  Обучение длилось годами.
В кантонских труппах работало не менее шести человек. Они выступали с музыкантами, которые не считались членами труппы, а просто приглашались на сезон.
Кукольные труппы Гуандуна работали только по приглашению.
Раньше, вплоть до второй мировой войны, представления длились всю ночь. Возможно, у этого обычая древние религиозные корни, но позже продолжительность обуславливалась бытовыми причинами: люди боялись возвращаться домой по темным улицам и предпочитали дожидаться рассвета в театре.
Все кукольные пьесы музыкальны. События на сцене сопровождаются определенными мелодиями. Главные персонажи поют арии. Состояние героев выражается не только вокальным путём, но и инструментальным исполнением мелодий. Все музыкальное сопровождение кукольники переняли у исполнителей музыкальной драмы, и в идеале они должны быть хорошими оперными певцами.
Кукловоды скрыты от зрителя ширмой. Выглядит это так, что кукла живет собственной жизнью на сцене. У каждой куклы свой собственный кукловод. В левой руке он держит обе палки рук, в правой – палку головы. Самое трудное здесь – управлять руками кукол. Кукольник держит трость одной руки между указательным и большим пальцем, другую держит остальными пальцами. Средний палец может перемещаться от одной трости к другой. Сложность состоит в том, что иногда руки куклы должны двигаться в разные стороны, и трости изогнуты по направлению контура одежды куклы. Создание нужного жеста требует многолетнего опыта и большого мастерства.
Условности китайского театра куклы на палке подчиняются обще китайским национальным традициям, правилам китайского театрального языка, но обладают некоторой спецификой. Эти отклонения связаны с природой театра кукол вообще, а в данном случае – с природой куклы, управляемой  из-за ширмы палкой в сочетании с тростями.
Отличительные черты театра кукол на палке в южном Китае:
- кукольник всегда скрыт от зрителя ширмой; иллюзионный способ показа;
- фактическое отсутствие у кукол рук и корпуса; отсутствие ног;
- подвижность деталей лица;
- прямая связь с репертуаром традиционного театра живых актеров (исполнение одних и тех же пьес).

### Театр марионеток
Термин куйлэй, которым в китайском языке называют деревянную куклу, причем часто подразумевая марионетку, впервые встречается 
в древней книге, написанной около 178 г. Но эта книга не дает бесспорного факта, позволяющего говорить о существовании марионеток во II в., так как термин употреблен в ней в более широком смысле – относится и к театру кукол, и к театру актеров в масках. 
Так, скорее всего потому, что и марионетки и маски вырезались из дерева.
Бесспорно существование марионеток в XVIII в. Об этом свидетельствует стихотворение императора Минхуана, или Сюань-цзуна (правил в 712-756 гг.), из династии Тан, в котором он сравнивает человека с куклой на нитках, оживающей лишь на определенный период времени во время представления. В эпоху Тан представления марионеток назывались цяньсы – «театр шелковых ниток». В эпоху Сун кукольные представления были очень популярны, однако никаких описаний марионеток той эпохи в литературе не встречается, во всяком случае, не найдено. Пьесы не отличаются от пьес от традиционного театра и от тех, что используются в других видах кукольного театра.
У кукольников не было полного текста пьес. Они знали, как правило, свои роли наизусть. Но обычно у главного актера хранился полный текст пьесы.
На сюжетном уровне представления китайских марионеток воспроизводился, таким образом, общекитайский театральный репертуар. Специфически особенного, свойственного только этому виду театра здесь не найти. Специфика содержания обнаруживается на глубинном уровне, она в магическом смысле представления, чаще всего скрытом (а иногда и забытом) и связанном с древними представлениями китайцев о магических свойствах деревянных марионеток.
Ни один другой китайский театр кукол не был так слит с магическими церемониями и религиозными обрядами, как театр марионеток. 
Главным раньше было в магической силе кукол, связанной с человеческой жизнью и способной на неё влиять. В современном Китае этого уже практически не существует. Но на Тайване в 70-е годы исследователь Ж. Пэмпано нашел его хорошо сохранившимся.
Прежде всего, это сказывалось на отношении к куклам самих кукольников. Марионеточников на Тайване было немного, все в основной своей массе пожилого возраста. Играли только на свадьбах, при рождении или на похоронах, если человек умер не своей смертью. Души умерших насильственным путём считались самыми злыми, и их было необходимо отогнать, что и совершалось посредством марионеток. Ритуальная часть совершалась после полудня, а развлекательная – вечером.
Тайваньские кукольники не давали представлений только ради денег; они соглашались играть, только если требовался магический обряд, а развлекательные пьесы играли в дополнение. Они гордились своими магическими знаниями, способностью общаться с потусторонними силами. 
По древним верованиям, вещи и предметы обладают накапливать жизненную энергию, наполняться таинственной силой. старые вещи и предметы дают возможность бесплотным духам материализоваться. А духи могут вмешиваться в мир людей, получив только какую-либо материальную форму. Местами их обитания чаще всего становятся камни, старые деревья и т. д. особенно хороши для материализации дух каменные статуи, изображающие человека, а еще лучше – деревянные куклы, способные шевелиться.
Первый способ изгнать духа из предмета – сжечь его. Второй, это совершение магического обряда. Этим владели даосские 
монахи-отшельники. Они умели управлять духами, вызывать и изгонять их.
Актеры, работающие с куклами, учились у даосов заклинаниям и другим колдовским действиям, позволяющим им приглашать того или иного духа вселиться в их куклу. По их убеждениям, присутствие этого духа отпугивает других духов, не таких могущественных как он, 
но очень вредных для человека.
Труппы вели бродячий образ жизни. Включали от одного до четырех человек.  Для представления приглашали еще и музыкантов.
Как правило, театр возглавлял старый актер.
Обучались профессии не менее десяти лет. Первые пять лет ученики только наблюдали за мастерами. Затем им поручали второстепенные, незначительные роли. Это привыкание к кукле, к приемам кукловождения длилось еще три года. После это наступало время выбора специализации: ученик решал, в каком амплуа он будет работать всю дальнейшую жизнь, в соответствии с этим он выбирал среди взрослых актеров учителя.
Сцена не сильно изменилась за время существования театра кукол на нитках. Только теперь вместо живого оркестра включается запись с музыкой и диалогами, что даже актерам не надо знать свои слова, только управлять куклами.
Марионеток, как это уже упоминалось, вырезают из дерева. Главная часть куклы – голова. Скульптуре лица, его раскраске уделяется очень большое внимание, все это делается в строгом соответствии с общекитайскими правилами грима и амплуа. У кукол длинная шея, уходящая глубоко внутрь корпуса. У некоторых вращаются глаза, открываются рты, поднимаются брови, шевелятся носы, лбы, подбородки. Корпус полный, в виде деревянного или проволочного каркаса. Ноги и руки сделаны обычно из двух деревянных частей, скрепленных кожаным ремнем. Кисти рук бывают двух типов: сжатые в кулаки (в них можно вставлять разные предметы) и со сгибающимися пальцами.  В корпус куклы, в кисти рук и в ступни ног вставляются свинцовые шарики. Они придают фигуре устойчивость, помогают создать более точные жесты и позы. В костюмах кукол также соблюдается китайская театральная символика, позволяющая по деталям одежды или по орнаменту определить характеристику персонажа.
Сильно различается количество нитей управления: от 4 до 40.
Нитки собраны на вагу (деревянная палка с перекладиной). На одном конце ваги – рукоятка с крючком, за которую куклу подвешивают за кулисами.  Одной рукой кукловод держит рукоятку ваги, а другой перебирает нити управления. Самое трудное здесь – движение ног, походка. Именно по походке куклы судят о мастерстве кукловода.
Мастерство кукловодов настолько виртуозно, что удивляет даже специалистов. «Я не поверил своим глазам, когда… кукла, изображающая женщину, работающую на ткацком станке, подняла рукой корзину с пряжей и вновь поставила её на место», – пишет С. Образцов. 
И далее: «В следующей сцене главная героиня в костюме воина выигрывает состязание по стрельбе из лука. Маленькие руки куклы натянули тетиву и пустили настающую стрелу».
В большей мере славились своим мастерством кукловождения марионеточники из провинции Фуцзянь. Мастера по изготовлению кукол в этой провинции считаются самыми лучшими в Китае. Там применяются самые сложные в управлении, самые многониточные куклы. Актеры этой провинции творят чудеса кукловождения.
Кукловождение было, несомненно, самой сложной стороной профессии. Но не только умение управлять куклами требовалось от актера. В его профессии требовались знания и умения и других аспектов традиционного китайского актерского мастерства, марионеточнику полагалось знать большее число пьес и текстов ролей, овладевать искусством сценической речи и пения. Однако XX век разрушает традиционные устои. И хотя до сих пор работают народные марионеточники, сохраняя высочайший класс кукловождения, традиционная форма китайского театра марионеток вырождается.